# Zolle
Zolle (llamada oficialmente Santa María de Zolle) es una parroquia y una aldea española del municipio de Guntín, en la provincia de Lugo, Galicia.

## Organización territorial
La parroquia está formada por cuatro entidades de población:
- Fontao
- Vigo
- Zaíde
- Zolle

## Demografía

### Parroquia
| Gráfica de evolución demográfica de Zolle (parroquia) entre 2000 y 2020 |
|                                                                         |
| Datos según el nomenclátor publicado por el INE.                        |

### Aldea
| Gráfica de evolución demográfica de Zolle (aldea) entre 2000 y 2020 |
|                                                                     |
| Datos según el nomenclátor publicado por el INE.                    |